# Ґ
Ґ (onderkast ґ) is een letter van het cyrillische alfabet die in het Oekraïens en soms in het Wit-Russisch wordt gebruikt. Hij wordt als /g/ uitgesproken. Deze letter kan met de Г worden verward.

## Weergave

### Unicode
De Ґ en ґ zijn in 1993 toegevoegd aan de Unicode 1.1 karakterset.
In Unicode vindt men Ґ onder het codepunt U+0490 (hex) en ґ onder U+0491.

### HTML
In HTML kan men voor Ґ de code &x0490; gebruiken, en voor ґ &x0491;.